# Ramagundam
Ramagundam è una suddivisione dell'India, classificata come municipality, di 235.540 abitanti, situata nel distretto di Karimnagar, nello stato federato del Telangana. In base al numero di abitanti la città rientra nella classe I (da 100.000 persone in su).

## Geografia fisica
La città è situata a 17° 51' 40 N e 78° 44' 22 E e ha un'altitudine di 530 m s.l.m..

## Società

### Evoluzione demografica
Al censimento del 2001 la popolazione di Ramagundam assommava a 235.540 persone, delle quali 120.307 maschi e 115.233 femmine. I bambini di età inferiore o uguale ai sei anni assommavano a 24.271, dei quali 12.427 maschi e 11.844 femmine. Infine, coloro che erano in grado di saper almeno leggere e scrivere erano 151.489, dei quali 86.791 maschi e 64.698 femmine.